# Compresión (física)

Compresión uniaxial.

En mecánica, compresión es la aplicación de fuerzas equilibradas hacia adentro ("empujar") a diferentes puntos de un material o estructura, es decir, fuerzas sin suma neta o torque dirigidas para reducir el tamaño del material o estructura en una o más direcciones. Contrasta con la tensión o tracción, la aplicación de fuerzas equilibradas hacia afuera ("tracción"); y con fuerzas cortantes, dirigidas para desplazar capas del material paralelas entre sí. La resistencia a la compresión de materiales y estructuras es una consideración de ingeniería importante.
En la compresión uniaxial, las fuerzas se dirigen a lo largo de una sola dirección, de modo que actúan hacia la disminución de la longitud del objeto a lo largo de esa dirección. Las fuerzas de compresión también se pueden aplicar en múltiples direcciones; por ejemplo hacia adentro a lo largo de los bordes de una placa o en toda la superficie lateral de un cilindro, para reducir su área (compresión biaxial), o hacia adentro sobre toda la superficie de un cuerpo, a fin de reducir su volumen.
Técnicamente, un material está bajo un estado de compresión, en algún punto específico y en una dirección específica {\displaystyle x}, si el componente normal del vector tensión a través de una superficie con dirección normal {\displaystyle x} se dirige de forma opuesta a {\displaystyle x}. Si el vector de tensión en sí es opuesto a {\displaystyle x}, se dice que el material está bajo compresión normal o tensión de compresión pura a lo largo de {\displaystyle x}. En un sólido, la cantidad de compresión generalmente depende de la dirección {\displaystyle x}, y el material puede estar bajo compresión en algunas direcciones pero bajo tracción en otras. Si el vector de tensión es puramente compresivo y tiene la misma magnitud en todas las direcciones, se dice que el material está bajo compresión isotrópica o compresión hidrostática en ese punto. Este es el único tipo de compresión estática que pueden soportar líquidos y gases.
En una onda longitudinal mecánica, u onda de compresión, el medio se desplaza en la dirección de la onda, lo que resulta en áreas de compresión y rarefacción.

## Efectos
Cuando se somete a compresión (o cualquier otro tipo de tensión), todo material sufrirá alguna deformación, aunque sea imperceptible, que hace que cambien las posiciones relativas medias de sus átomos y moléculas. La deformación puede ser permanente o puede revertirse cuando desaparecen las fuerzas de compresión. En el último caso, la deformación da lugar a fuerzas de reacción que se oponen a las fuerzas de compresión y pueden eventualmente equilibrarlas.
Los líquidos y gases no pueden soportar una compresión uniaxial o biaxial constante, se deformarán rápida y permanentemente y no ofrecerán ninguna fuerza de reacción permanente. Sin embargo, pueden soportar la compresión isotrópica y pueden comprimirse de otras formas momentáneamente, por ejemplo, en una onda de sonido.

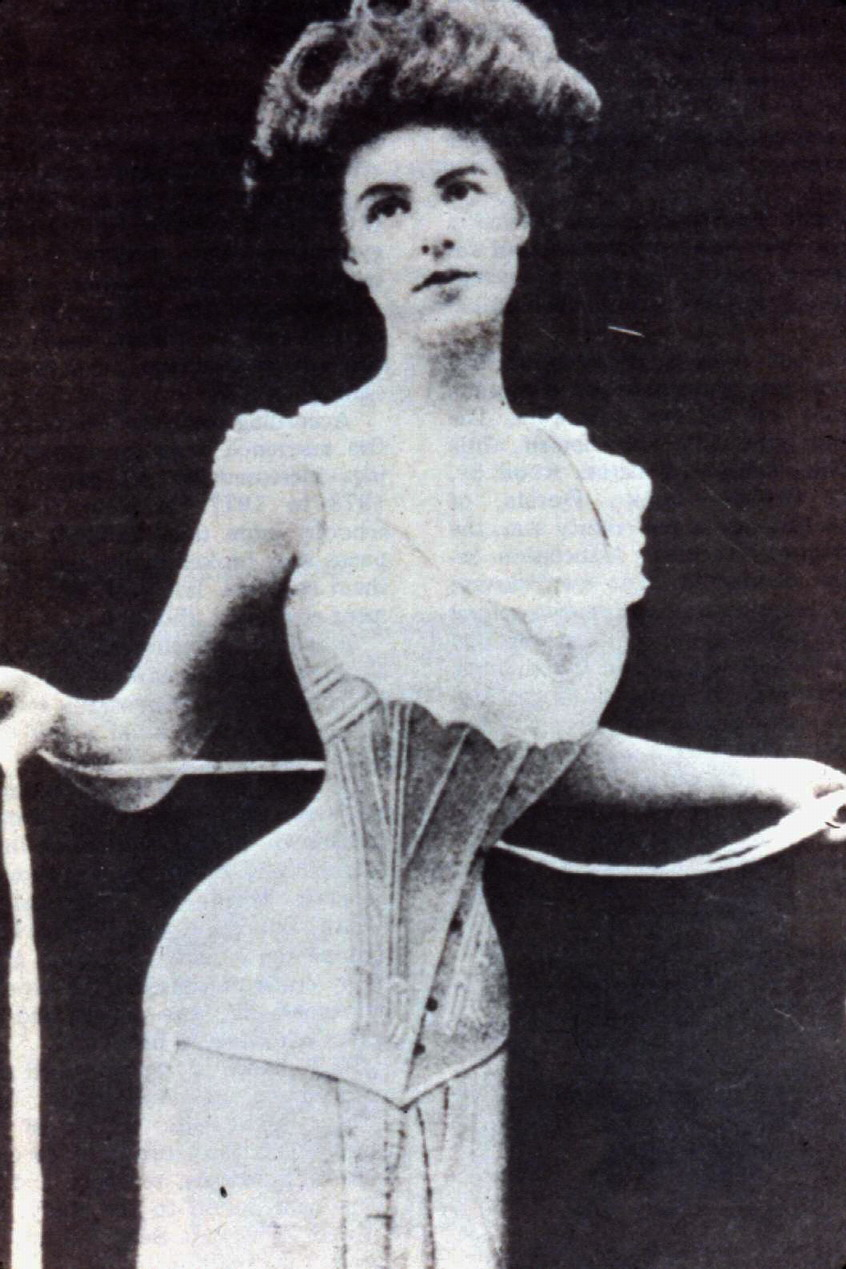
Un corsé aplica una compresión biaxial sobre la cintura de quien lo usa.

Todo material ordinario se contraerá en volumen cuando se somete a compresión isotrópica, se contraerá en el área de la sección transversal cuando se somete a compresión biaxial uniforme y se contraerá en longitud cuando se someta a compresión uniaxial. La deformación puede no ser uniforme y puede no estar alineada con las fuerzas de compresión. Lo que sucede en las direcciones donde no hay compresión depende del material. La mayoría de los materiales se expandirán en esas direcciones, pero algunos materiales especiales permanecerán sin cambios o incluso se contraerán. En general, la relación entre la tensión aplicada a un material y la deformación resultante es un tema central de mecánica del continuo.

## Usos

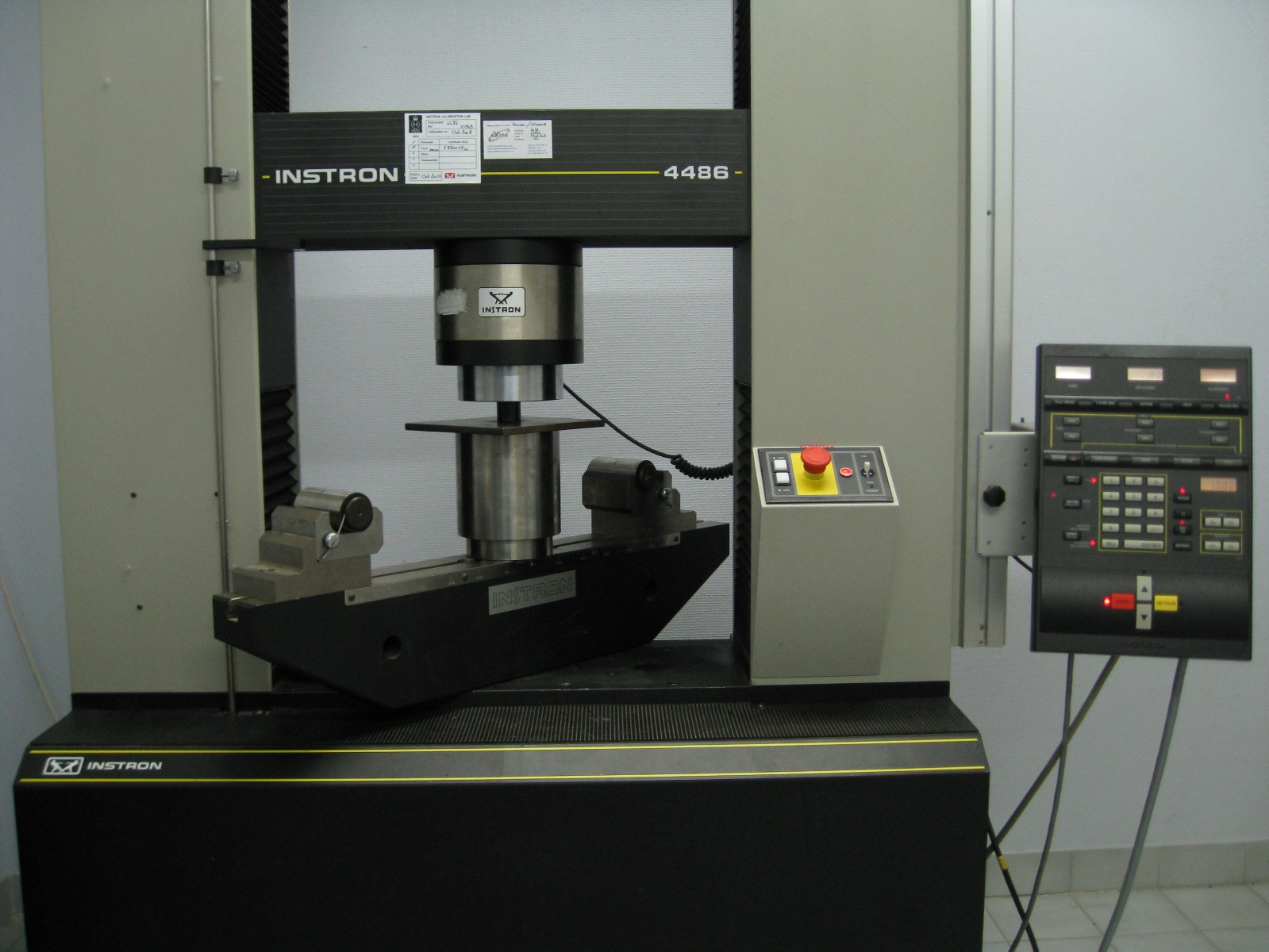
Prueba de compresión en una máquina de ensayo universal

La compresión de los sólidos tiene muchas implicaciones en la ciencia de materiales, la física y la ingeniería estructural, ya que la compresión produce cantidades notables de esfuerzo y tensión.
Al inducir la compresión, se pueden medir propiedades mecánicas como la resistencia a la compresión o el módulo de elasticidad.
Las máquinas de compresión van desde los sistemas de mesa muy pequeños hasta los que tienen más de 53 MN de capacidad.
Los gases suelen almacenarse y enviarse muy comprimidos para ahorrar espacio. El aire ligeramente comprimido u otros gases también se utilizan para llenar globos, botes de goma y otras estructuras inflables. Los líquidos comprimidos se utilizan en equipos hidráulicos y en la fracturación.

## En máquinas

### Motores de combustión interna
En los motores de combustión interna, la mezcla explosiva se comprime antes de encenderse; la compresión mejora el rendimiento del motor. En el ciclo Otto, por ejemplo, la segunda carrera del pistón produce la compresión de la carga que ha sido introducida en el cilindro por la primera carrera de avance.

### Máquinas de vapor
El término se aplica a la disposición por la cual la válvula de escape de una máquina de vapor se cierra, cerrando una parte del vapor de escape en el cilindro, antes de que la carrera del pistón sea completa. Este vapor se comprime a medida que se completa la carrera, se forma un cojín contra el que el pistón trabaja mientras su velocidad se reduce rápidamente, y así se reducen las tensiones en el mecanismo debido a la inercia de las piezas recíprocas. Esta compresión, además, evita el choque que de otro modo causaría la admisión del vapor fresco para la carrera de retorno.